# 舂磡角慈氏護養院
舂磡角慈氏護養院（英語：Cheshire Home, Chung Hom Kok）是香港的一所隸屬於慈氏國際基金會（香港區）的醫院，位於香港香港島南區赤柱舂坎角舂磡角道128號。舂磡角慈氏護養院成立於1961年，1991年起交由醫院管理局所管理，致力為傷殘或長期病患者提供護養及復康服務。

## 外部連結
- 舂磡角慈氏護養院 （页面存档备份，存于）